# San Justo (Coristanco)
San Justo (llamada oficialmente San Xián de San Xusto) es una parroquia y una aldea española del municipio de Coristanco, en la provincia de La Coruña, Galicia.

## Otras denominaciones
La parroquia también es conocida por el nombre de San Julián de San Xusto.

## Entidades de población
Entidades de población que forman parte de la parroquia:
- Cuca (A Cuca)
- Lume
- Rececinde
- San Xusto
- O Cotón
- A Penicosa
- O Seixal

## Demografía

### Parroquia
| Gráfica de evolución demográfica de San Justo (parroquia) entre 2000 y 2019 |
|                                                                             |
| Datos según el nomenclátor publicado por el INE.                            |

### Aldea
| Gráfica de evolución demográfica de San Xusto (aldea) entre 2000 y 2019 |
|                                                                         |
| Datos según el nomenclátor publicado por el INE.                        |